# 니드 포 스피드: 월드
니드 포 스피드: 월드(Need for Speed: World)는 일렉트로닉 아츠가 배급한 레이싱 게임 니드 포 스피드 시리즈 중 4번째 게임이다. EA 블랙박스(게임 개발 당시 퀵라임 게임스), EA 싱가포르에 의해 공동 개발되었다. 니드 포 스피드 시리즈 중 최초의 프리미엄(freemium) MMORPG 게임이며 마이크로소프트 윈도우에서 실행된다. 월드는 2010년 7월 27일 전 세계적으로 출시되었다. 그러나 스타터 팩을 주문한 사람들은 2010년 7월 20일 시작된 이 게임의 초기 헤드스타트를 보유하였다.
월드는 미국을 배경으로 경찰에 쫓기는 람보르기니 가야르도와 닛산 370Z를 주인공으로 한 커버를 배경으로 한다.
니드 포 스피드: 월드는 EA의 다른 부분 유료화 타이틀인 배틀필드 히어로즈, 배틀필드 플레이4, 피파 월드와 함께 2015년 7월 14일 오프라인화되었다.
2015년 서비스 종료 이후 Soapbox Race World로 인수되었다.
- Soapbox Race Wolrd

소프트웨어 프로그램으로 변경되었으며 이중 서버는
- SBRW Server
  - WorldUnited OFFICIAL
  - NIGHTRIDERZ HORIZON
  - Wolrd Evolved RV
  - Freeroam Sparkserver
  - UNDERGROUND STAGE
  - WorldOnline Beta - We're One)

6개의 서버가 있고
- DEV Server
  - WorldUnited DEVELOPMMENT

1개의 서버가 추가되었다.

## 평가
| 평가 |        |
| --- | ------ |
| 통합 점수 통합사 점수 메타크리틱 62/100 [ 5 ] 평론 점수 평론사 점수 1UP.com C [ 6 ] 유로게이머 6/10 [ 7 ] 게임스레이더+ 6/10 [ 8 ] 게임트레일러스 5.6/10 [ 9 ] IGN 6/10 [ 10 ] |        |
| 통합 점수 |        |
| 통합사 | 점수   |
| 메타크리틱 | 62/100 |
| 평론 점수 |        |
| 평론사 | 점수   |
| 1UP.com | C      |
| 유로게이머 | 6/10   |
| 게임스레이더+ | 6/10   |
| 게임트레일러스 | 5.6/10 |
| IGN | 6/10   |